# Nowosielica (obwód chmielnicki)
Nowosielica (ukr. Новоселиця, Nowosełycia) – wieś na Ukrainie, w obwodzie chmielnickim, w rejonie połońskim